# Plutonodomus
Plutonodomus is een monotypisch geslacht van spinnen uit de  familie van de Prodidomidae.

## Soort
- Plutonodomus kungwensis Cooke, 1964